# Peraea Mons
Il Peraea Mons è una struttura geologica della superficie di Marte.